# Miniopterus fuscus
Miniopterus fuscus é uma espécie de morcego da família Miniopteridae. Endêmica do  Japão, onde pode ser encontrada nas ilhas de Amami, Tokuno, Okinoerabu, Okinawa, Kume, Ishigaki, e Iriomote.